# Михаил Донков
Михаил Донков е български политик.

## Биография
Донков е кмет на Горна Джумая в периода 18 септември 1920 – 4 април 1921 г. По време на кметуването му се изработва градоустройствен план, започват да се строят още общински и жилищни сгради, част от земята, собственост на напусналото турско население се дава за временно ползване на бежанците.